# Qiu Qingquan
Qiu Qingquan (邱清泉, 27 janvier 1902 – 10 janvier 1949) est un général du Kuomintang qui excella durant l'expédition du Nord, les campagnes d'encerclement anti-communistes, la seconde guerre sino-japonaise et la guerre civile chinoise. Durant la campagne de Huaihai (en), une des batailles décisives de la guerre civile, il échoue à sauver le 7e corps du général Huang Baitao et se suicide sur le champ de bataille.
La République de Chine de Taïwan lui a rendu hommage en nommant la Ching Chuang Kang Air Base en son nom.

## Biographie

### Jeunesse et formation

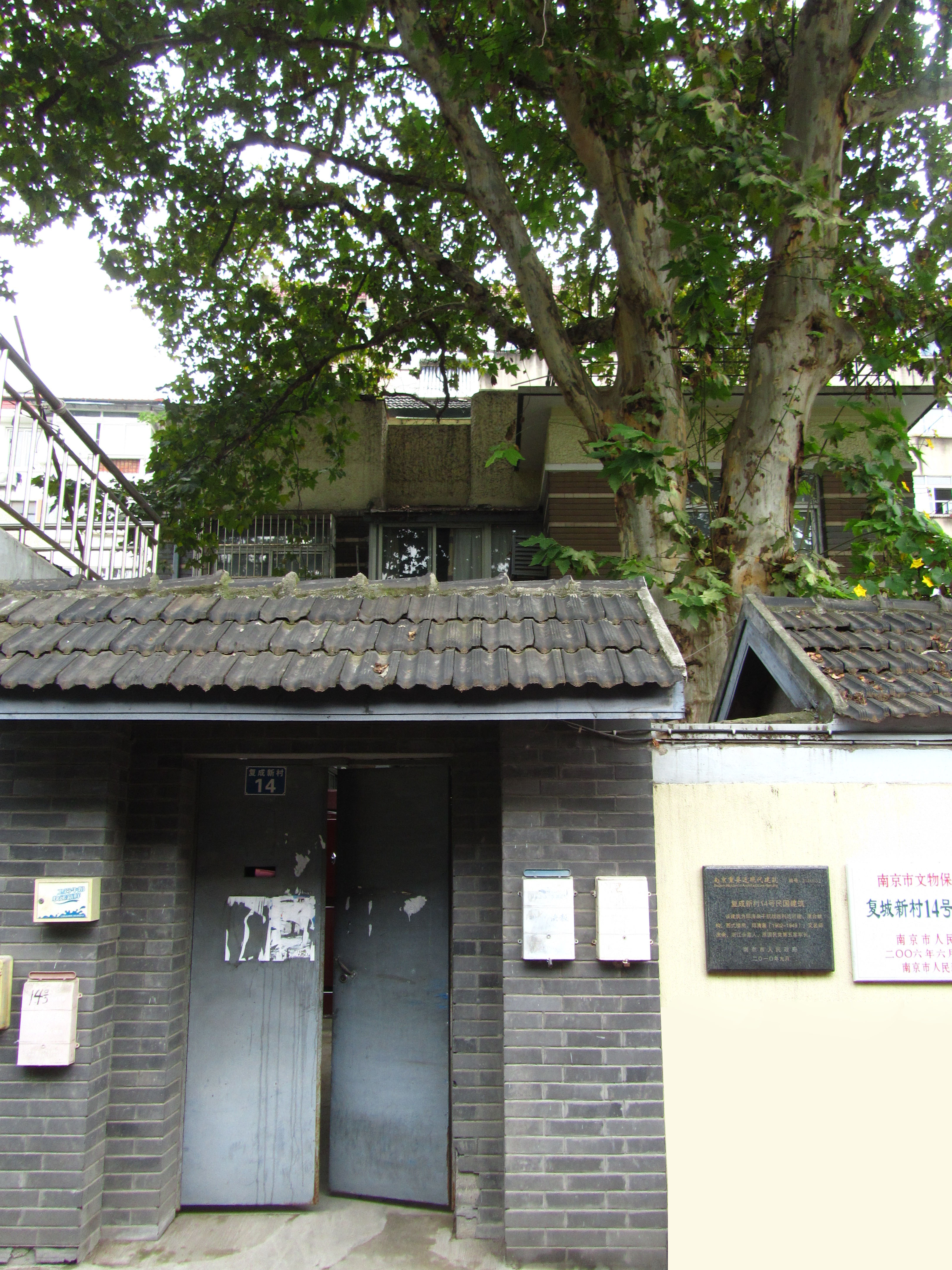
Ancienne résidence de Qiu Qingquan à Nankin.

Qiu est né dans une pauvre famille rurale de la province de Zhejiang, mais se montre très vite talentueux et très travailleur. En 1922, il entre à l'université de Shanghai, et est diplômé en sociologie. En 1924, il se rend dans la province du Guangdong et est admis dans la nouvelle académie de Huangpu où il choisit l’ingénierie militaire comme sujet d'étude. Il participe à une série de guerres locales grâce auxquelles le gouvernement nationaliste devient l'autorité politique dominante dans la région du delta de la rivière des Perles. En 1926, Tchang Kaï-chek devient le commandant-en-chef de l'expédition du Nord, et Qiu est promu capitaine, et participe à plusieurs combats sanglants. Lorsque le Kuomintang rompt avec le Parti communiste chinois en 1927, il est arrêté avec d'autres protégés de Tchang par le gouvernement communiste de Wuhan du Premier ministre Wang Jingwei mais les prisonniers parviennent à fuir et à rentrer à Nankin. Qiu est alors promu au rang de major par Tchang. En 1928, il est envoyé en Allemagne pour étudier les tanks et devient étudiant de Heinz Guderian à l'académie de guerre de Prusse, puis retourne en Chine où il co-organise les troupes blindées nationalistes, et est nommé chef d'État-major de la division d'entraînement, l'une des unités d'élite de Tchang.

### Seconde guerre sino-japonaise
Durant la bataille de Nankin, Qiu est piégé dans la capitale chinoise assiégée, et les Japonais lui font faire du travail forcé. Mais il réussit à s'enfuir l'année suivante et devient vice-commandant de la 200e division, la seule troupe blindée de Chine. En 1939, Qiu mène la nouvelle 22e division du 5e corps à la bataille du col de Kunlun (en). Il réussit à couper la route de retraite des Japonais, et à tuer le général Masao Nakamura (en). Pour ses actions, il est décoré de l'ordre du Trépied sacré et promu vice-commandant du 5e corps. Il gagne également le surnom de « Qiu le fou » avec cette bataille. En 1942, après avec travaillé comme officier de l'État-major de Tchang Kaï-chek, il est promu lieutenant-général, et devient commandant du 5e corps. Il participe à de nombreuses actions contre l'armée impériale japonaise dans la province du Yunnan. Le 5e corps devient la garnison de Kunming en 1945 jusqu'à la fin de la Seconde Guerre mondiale.

### Guerre civile chinoise
Après la guerre avec le Japon, Tchang Kaï-chek décide de soustraire le seigneur de guerre Long Yun du pouvoir. Qiu Qingquan et son supérieur Du Yuming encerclent le seigneur de guerre dans sa province de base et le force à abdiquer. En 1946, son unité est relocalisée à Nankin, et il lance rapidement une série d'offensives contre les zones tenues par les communistes dans le centre de la Chine. En 1948, il sauve la 25e armée du général Huang baito de l'encerclement communiste lors de la campagne de l'Est du Henan, mais il n'est pas promu ou récompensé pour ses actions alors que Huang reçoit lui le commandement du 7e corps. Les espions communistes infiltrés dans le haut-commandement nationaliste, comme le vice chef d'État-major et le directeur de la planification militaire, commencent à répandre de rumeurs qui entraînent une rupture complète des relations de travail entre les deux généraux.

### Campagne de Huaihai
En novembre 1948, la campagne de Huaihai (en) débute. Cependant, à cause des fuites de renseignements et des mauvaises décisions de Tchang, la 7e armée est assiégée dans le village de Nianzhuang, à l'Est de Xuzhou. La nouvelle 2e armée de Qiu Qingquan et la 13e armée de Li Mi sont chargées d'aider leur collègue encerclé, Huang Baitao. Mais après 11 jours de combats, les 160 000 nationalistes échouent à briser les lignes de défense des 170 000 communistes et, le 22 novembre, Huang Baito se suicide dans son quartier-général et la 7e armée est perdue. Le haut-commandement nationaliste ordonne l'évacuation de Xuzhou et les 2e, 13e et 16e armées se retirent vers le Sud de la rivière Huai He, mais leur retraite est bloquée par le nombre massif de réfugiés de Xuzhou. En route, elles reçoivent l'ordre de Tchang de se diriger au Sud-Est pour secourir la 12e armée de Huang Wei, et sont à leur tour encerclées par les communistes. Après un mois d'hiver de siège, Qiu Qingquan mène son armée pour briser l'encerclement communiste le 10 janvier 1949. Après avoir réalisé que toute issue est impossible, il se suicide en se tirant une balle dans l'estomac. Il est décoré à titre posthume de l'ordre du Ciel bleu et du Soleil blanc et promu général.

## Décorations et famille
Qiu Qinguan se marie deux fois et a deux fils et deux filles. Sa famille vit aujourd'hui à Taïwan. Il est décoré de l'ordre du Ciel bleu et du Soleil blanc, l'ordre du Nuage et de la Bannière, l'ordre du Trépied sacré et la médaille présidentielle de la Liberté américaine.